# ウォータースタンド
ウォータースタンド株式会社（英: Waterstand Co.,Ltd.）は、「ウォータースタンド」ブランドによる高機能浄水サーバー（水道直結ウォーターサーバー）のレンタル事業を営む会社。埼玉県さいたま市大宮区桜木町に本社を置く。
「ウォータースタンド」は水道直結であるがゆえ、地下水の採掘やボトルの運搬などで生じるCO2・プラスチック資源を削減し気候変動を緩和すると同時に、水分補給によって気候変動に適応することができる。誰もがアクセスできる水道水を活用した「ウォータースタンド」からマイボトルへの給水を呼び掛けることで、使い捨てプラスチックボトル削減を目指す「ボトルフリープロジェクト」を推進している。
ウォータースタンド株式会社は2021年12月現在、25の地方公共団体・教育委員会とマイボトルへの給水を呼びかけ、使い捨てプラスチックボトル削減を目指す協定を締結し公共施設などに「ウォータースタンド」を設置しているほか、教育機関・企業と連携している。

## 事業内容
- 浄水器レンタル（ウォータースタンド）
- フロアマット・モップレンタル
- 空気清浄機レンタル
- サニタリーレンタル

## 受賞歴・事例
- 令和3年度「リデュース・リユース・リサイクル推進功労者等表彰」リデュース・リユース・リサイクル推進協議会会長賞
- 一般社団法人日本子育て支援協会　2021年度日本子育て支援大賞
- 農林水産省・消費者庁・環境省連携　サステナアワード2020 伝えたい日本の"サステナブル"　ルーキー賞
- 経団連　Theater 5.0
- 環境省　エコライフフェア2020オンライン
- 外務省　ジャパンSDGsアクションプラットフォーム
- 経済産業省関東経済産業局　中小企業のSDGs取組事例
- 国立環境研究所気候変動適応センター　気候変動適応情報プラットフォーム（「A-PLAT」）
- 埼玉県　埼玉県環境SDGs取組宣言企業

## 沿革
- 1969年
  - 3月
    - 資本金200万円にて株式会社サニクリーン大宮（旧社名）設立
    - サニクリーン東京のフランチャイジーとしてダストコントロール事業を開始
- 1976年6月 - 本社を大宮市（さいたま市大宮区）桜木町4丁目463（現住所）に移転
- 1983年3月 - 春日部営業所を開設。以降、関東圏内に事業所展開を図る
- 1986年
  - 8月 - アメニティ（環境快適化）商品の第一弾として空気清浄機のレンタルを開始以降、アメニティ商品の拡充を図る
  - 12月 - 埼玉県騎西町（加須市）に洗濯加工工場を開設
- 1988年7月 - サニクリーン本部直轄の特Bフランチャイジーとなる
- 1994年6月 - Jリーグの浦和レッドダイヤモンズのキャラクタースポンサー契約を締結
- 1995年
  - 1月 - 営業地域の拡大により商号を 「株式会社サニクリーンジャスト」 に変更する
  - 4月 - 茨城県新治郡玉里村（小美玉市）に洗濯加工工場（第2工場）を開設
- 1996年10月 - 事業領域の拡大により商号を 「株式会社ジャスト」 に変更する
- 1998年
  - 6月 - サニクリーン本部フランチャイズを離脱
  - 7月 - リユーストナー事業開始
- 2000年
  - 9月 - オフィス通販事業開始
  - 11月 - 加須工場、加須支店にてISO14001を認証取得
  - 12月 - 地域スポーツ振興のため、浦和レッドダイヤモンズに資本参加
- 2004年11月 - 本社、さいたま支店にてISO14001を認証取得
- 2005年
  - 7月 - 宅配水事業（ボトルウォーター）開始
  - 9月 - 埼玉県騎西町（加須市）にボトルウォーター製造工場を開設
- 2007年4月 - 茨城県小美玉市にボトルウォーター製造工場（第2工場）を開設
- 2011年
  - 4月 - 新本社（さいたま市大宮区桜木町4丁目463）開設
  - 10月 - 群馬県高崎市に事業所を開設
- 2012年2月 - コーウェイ株式会社と業務提携し、浄水器事業を拡大
- 2013年
  - 8月 - コーウェイ株式会社から事業譲受
- 2018年7月 - ブランド名を統一目的とし、商号を「ウォータースタンド株式会社」に変更する
- 2018年8月 - 関東圏外初出店となる福岡オフィスを開設。以降、全国各地への事業所展開を開始
- 2019年6月 - マイボトルへの給水を呼びかけ、使い捨てプラスチックボトル削減を目指す ボトルフリープロジェクト 開始

## CM
- ウォータースタンド「妻の贅沢」篇（2017年7月 - ）
- ウォータースタンド「新しいスタンダード」篇（2018年1月 - ）
- ウォータースタンド「こんなに小さくなったんだ」篇（2018年1月 - ）
- ウォータースタンド「さかな社長と、憂える社員たち」（2019年5月~）
- ウォータースタンド「プラスチックボトルにさようなら」篇（2020年3月～）
- ウォータースタンド「かしこいウォーターサーバーはじめよう」篇（2020年3月～）

## スポーツ支援について
現在の主要事業である飲料水関連事業において、スポーツに欠かせない存在であるため、地元さいたま市並びに埼玉県の下記のプロスポーツクラブ並びに大会のオフィシャルスポンサーを務めている。
- T.T彩たま
- 大宮アルディージャ
- さいたまクリテリウム